# Reisfeldmaus
Die Reisfeldmaus (Mus caroli) ist eine Art der Mäuse (Gattung Mus), die in Teilen der Volksrepublik China und in Südostasien vorkommt.
Der Artzusatz im wissenschaftlichen Namen ehrt den Bankier und Entomologen Nathaniel Charles (Carolus) Rothschild.

## Merkmale
Die Reisfeldmaus erreicht eine Kopf-Rumpf-Länge von 7,2 bis 9,5 Zentimetern mit einem ebenso langen oder etwas kürzeren Schwanz (7,5 bis 9,5 Zentimeter) bei einem Gewicht von 11,5 bis 19,5 Gramm. Die Hinterfußlänge beträgt 15 bis 19 Millimeter, die Ohrlänge 12 bis 14 Millimeter. Das Rückenfell ist graubraun und relativ rau, die Bauchseite ist grau-weiß. Der Schwanz ist oberseits dunkelbraun und unterseits hell, der Übergang ist scharf. Sie ähnelt der Falbmaus (Mus cervicolor), der Schwanz ist jedoch länger und in der Färbung schärfer abgegrenzt.
Der Schädel hat eine Gesamtlänge von 19 bis 20,5 Millimeter. Die oberen Schneidezähne sind dunkel orange.

## Verbreitung
Die Reisfeldmaus kommt in Südostasien vom Süden der Volksrepublik China mit Hainan und Taiwan über Vietnam, Laos, Myanmar, Kambodscha bis Thailand vor. In China kommt sie in den Provinzen Yunnan, Guizhou, Guangxi, Guangdong, Fujian, Hainan, und in Hongkong vor.
Die Art wurde zudem wahrscheinlich unabsichtlich auf zahlreichen Inseln Indonesiens, vor allem Sumatra, Java, Madura und Flores, eingeführt, teilweise kann es sich jedoch auch um Reliktvorkommen handeln. Der Ursprung der in Japan auf den Nansei-Inseln vorkommenden Tiere, von denen die Art erstmals beschrieben wurde, sowie auf der Malaiischen Halbinsel ist nicht bekannt.

## Lebensweise
Die Reisfeldmaus lebt vor allem um und in Reisfeldern und baut ihre Nester in den Dämmen der Felder. Natürlich kommt sie zudem in Grasland und Buschwerk vor. Die Baue haben in der Regel zwei offene Eingänge, die von Erdhaufen markiert sind und die zu einer zentralen Wohnkammer führen. Sie ist vorwiegend nachtaktiv, die Tiere verlassen die Baue jedoch auch tagsüber für kurze Zeitspannen.

## Systematik
Die Reisfeldmaus wird als eigenständige Art innerhalb der Gattung der Mäuse (Mus) eingeordnet, die aus etwa 40 Arten besteht. Die wissenschaftliche Erstbeschreibung stammt von J. Lewis Bonhote aus dem Jahr 1902, der die Art anhand von Individuen von den Ryūkyū-Inseln, Japan, beschrieb.
Eine isolierte Population in Myanmar stellt eventuell eine eigene Art dar.

## Status, Bedrohung und Schutz
Die Reisfeldmaus wird von der International Union for Conservation of Nature and Natural Resources (IUCN) als nicht gefährdet (Least concern) eingeordnet. Begründet wird dies durch das vergleichsweise große Verbreitungsgebiet und das häufige Vorkommen der Art sowie die Anpassungsfähigkeit an veränderte Lebensraumbedingungen. Konkrete Bestandsgrößen sind nicht bekannt, die Verbreitung ist fleckenhaft und regional ist die Art häufig. Potenzielle bestandsgefährdende Gefahren für diese Art bestehen nicht.

## Belege
1. ↑  Beolens, Watkins & Grayson: The Eponym Dictionary of Mammals. Johns Hopkins University Press, Baltimore 2009, ISBN 978-0-8018-9304-9, S. 72–73 (Carol Rothschild).
2. 1 2 3 4 5  Andrew T. Smith, Darrin Lunde: Ryukyu Mouse. In: Andrew T. Smith, Yan Xie: A Guide to the Mammals of China. Princeton University Press, Princeton NJ 2008, ISBN 978-0-691-09984-2, S. 263.
3. 1 2 3 4 5 6 7  Mus caroli in der Roten Liste gefährdeter Arten der IUCN 2014.3. Eingestellt von: K. Aplin, D. Lunde, 2008. Abgerufen am 4. Juni 2015.
4. ↑  Mus caroli. In: Don E. Wilson, DeeAnn M. Reeder (Hrsg.): Mammal Species of the World. A taxonomic and geographic Reference. 2 Bände. 3. Auflage. Johns Hopkins University Press, Baltimore MD 2005, ISBN 0-8018-8221-4.